# 26285 Lindaspahn
26285 Lindaspahn è un asteroide della fascia principale. Scoperto nel 1998, presenta un'orbita caratterizzata da un semiasse maggiore pari a 2,6070596 au e da un'eccentricità di 0,1170917, inclinata di 12,48227° rispetto all'eclittica.